# Alboglossiphonia
Alboglossiphonia é um género de Glossiphoniidae.
O género foi descrito em 1976 por EI Lukin.
Possui distribuição cosmopolita.
Espécies:
- Alboglossiphonia australiensis (Goddard, 1908)
- Alboglossiphonia heteroclita (Linnaeus, 1761)
- Alboglossiphonia inflexa (Goddard, 1908)
- Alboglossiphonia intermedia (Goddard, 1909)
- Alboglossiphonia masoni (Mason, 1974)
- Alboglossiphonia multistriata (Mason, 1974)
- Alboglossiphonia tasmaniensis (Ingram, 1957)